# Shannon Racing
Pour les articles homonymes, voir Shannon.
Ne doit pas être confondu avec Shannon Racing Cars.
Shannon Racing Team est une éphémère écurie automobile qui a brièvement participé à la saison 1996 de Formule 1 en partenariat avec l'écurie Forti Corse. Elle appartient à la société mère FinFirst, ces deux entités étant basées à Dublin, en Irlande et financées par des bailleurs de fonds milanais.

## Histoire
Shannon Racing est fondée pour être engagée en championnat international de Formule 3000 avec Tom Kristensen et Luca Rangoni comme pilotes et participe également en Formule 3. Tom Kristensen décroche la pole position et le meilleur tour en course mais l'aventure en Formule 3000 tourne court car Shannon Racing entre en Formule 1 à la mi-saison.
Shannon Racing devait initialement s'engager en Formule 1 pour la saison 1998 mais choisit de racheter 51 % de l'écurie italienne Forti Corse avant le Grand Prix d'Espagne 1996,. 
À la suite de ce partenariat, les livrées des monoplaces Forti passent du jaune au vert-blanc-rouge. Un litige entre Guido Forti, le patron de l'écurie et Shannon Racing sur la propriété de l'écurie, lié au non-paiement de Shannon aboutit à la faillite de Forti Corse et son retrait en Formule 1. À la fin de la saison, les écuries dirigées par Shannon Racing dans les autres Formules disparaissent.

## Résultats en courses

### Résultats détaillés en Formule 3000
| Saison | Châssis     | Motorisation | Pneumatiques | Pilotes        | 1   | 2    | 3   | 4   | 5   | 6   | 7   | 8   | 9   | 10  | Classement | Points |
| ------ | ----------- | ------------ | ------------ | -------------- | --- | ---- | --- | --- | --- | --- | --- | --- | --- | --- | ---------- | ------ |
| 1996   | Lola T96/50 | Zytek-Judd   | Avon Tyres   |                | NUR | PAU  | PER | HOC | SIL | SPA | MAG | EST | MUG | HOC | 10e        | 4      |
| 1996   | Lola T96/50 | Zytek-Judd   | Avon Tyres   | Tom Kristensen | 4   | Abd. |     |     |     |     |     |     |     |     | 10e        | 4      |
| 1996   | Lola T96/50 | Zytek-Judd   | Avon Tyres   | Luca Rangoni   |     | 6    |     |     |     |     |     |     |     |     | 10e        | 4      |

### Résultats détaillés en championnat du monde de Formule 1 en tant que propriétaire de Forti Corse
| Saison | Écurie      | Châssis       | Motorisation             | Pneus    | Pilotes           | 1   | 2   | 3   | 4   | 5   | 6   | 7   | 8    | 9    | 10  | 11  | 12  | 13  | 14  | 15  | 16  | Points inscrits | Classement |
| ------ | ----------- | ------------- | ------------------------ | -------- | ----------------- | --- | --- | --- | --- | --- | --- | --- | ---- | ---- | --- | --- | --- | --- | --- | --- | --- | --------------- | ---------- |
| 1996   | Forti Corse | Forti FG03-96 | Ford-Cosworth Zetec-R V8 | Goodyear |                   | AUS | BRA | ARG | EUR | SMR | MON | ESP | CAN  | FRA  | GBR | GER | HUN | BEL | ITA | POR | JPN | 0               | 11e        |
| 1996   | Forti Corse | Forti FG03-96 | Ford-Cosworth Zetec-R V8 | Goodyear | Luca Badoer       |     |     |     |     |     |     | Nq. | Abd. | Abd. | Nq. | Np. |     |     |     |     |     | 0               | 11e        |
| 1996   | Forti Corse | Forti FG03-96 | Ford-Cosworth Zetec-R V8 | Goodyear | Andrea Montermini |     |     |     |     |     |     | Nq. | Abd. | Abd. | Nq. | Np. |     |     |     |     |     | 0               | 11e        |

Légende : ici 